# Geevarghese Ivanios Panickerveetil
Geevarghese Ivanios Panickerveetil (ur. 21 września 1882 w Mavelikkara; zm. 15 lipca 1953 w Trivandrum) – indyjski duchowny katolicki obrządku malankarskiego, arcybiskup Trivandrum, zwierzchnik Kościoła Syromalankarskiego, założyciel Bethany Ashram, sługa Boży.

## Życiorys
Geevarghese Mar Ivanios urodził się 21 września 1882 roku w miejscowości Mavelikkara w Indiach. Jego rodzicami byli Thomas i Annamma Panicker. Kształcił się w protestanckich szkołach. Od 1897 r. uczęszczał do seminarium Kottayam. W dniu 9 stycznia 1900 roku otrzymał święcenia diakonatu, potem kontynuował studia w CMS College, Kottayam i uzyskał tytuł licencjata w dziedzinie ekonomii. W 1907 roku uzyskał tytuł magistra. W tym czasie prowadził różne programy dla odnowy kościoła Malankara. W dniu 15 września 1908 roku został wyświęcony na kapłana. W tym czasie wystąpił z inicjatywą wzmocnienia pozycji kościoła Malankara z hierarchicznej autonomii patriarchy syryjskoortodoksyjnego. W dniu 1 maja 1925 roku został mianowany na biskupa Betanii i otrzymał imię Geevarghese Mar Ivanios. W 1930 r. wraz z grupą chrześcijan syromalankarskich przeszedł na katolicyzm. W 1932 roku wybrał się na pielgrzymkę do papieża Piusa XI i otrzymał paliusz. Został mianowany arcybiskupem tytularnym Phasis, a następnie (11 czerwca 1932 r.) – arcybiskupem Trivandrum i zwierzchnikiem nowo utworzonego Syromalankarskiego Kościoła katolickiego sui iuris. Uczestniczył również w trzydziestym drugim Kongresie Eucharystycznym, który odbył się w Dublinie, w Irlandii. Zmarł 15 lipca 1953 roku w opinii świętości. W dniu 14 lipca 2007 roku rozpoczął się jego proces beatyfikacyjny.